# (34786) Odeh
(34786) Odeh es un asteroide perteneciente al cinturón de asteroides, descubierto el 11 de septiembre de 2001 por el equipo del Lowell Observatory Near-Earth-Object Search desde la Estación Anderson Mesa (condado de Coconino, cerca de Flagstaff, Arizona, Estados Unidos).

## Designación y nombre
Designado provisionalmente como 2001 RS87. Fue nombrado en honor a Mohammad Shawkat Odeh (n. 1979) quien es el director del Centro Astronómico Internacional en Abu Dhabi en los Emiratos Árabes Unidos. Estableció la Red de Cámaras Astronómicas de los Emiratos Árabes Unidos y fundó el Observatorio Al-Khatim, dedicado a la astrometría y fotometría de asteroides.

## Características orbitales
(34786) Odeh está situado a una distancia media del Sol de 2,935 ua, pudiendo alejarse hasta 3,223 ua y acercarse hasta 2,646 ua. Su excentricidad es 0,098 y la inclinación orbital 0,978 grados. Emplea 1836,18 días en completar una órbita alrededor del Sol.
El próximo acercamiento a la órbita de Júpiter ocurrirá el 29 de octubre de 2143.
Pertenece a la familia de asteroides de (158) Koronis.

## Características físicas
La magnitud absoluta de (34786) Odeh es 14,40. Tiene 4,286 km de diámetro y su albedo se estima en 0,183.